# Jucu de Sus, Cluj

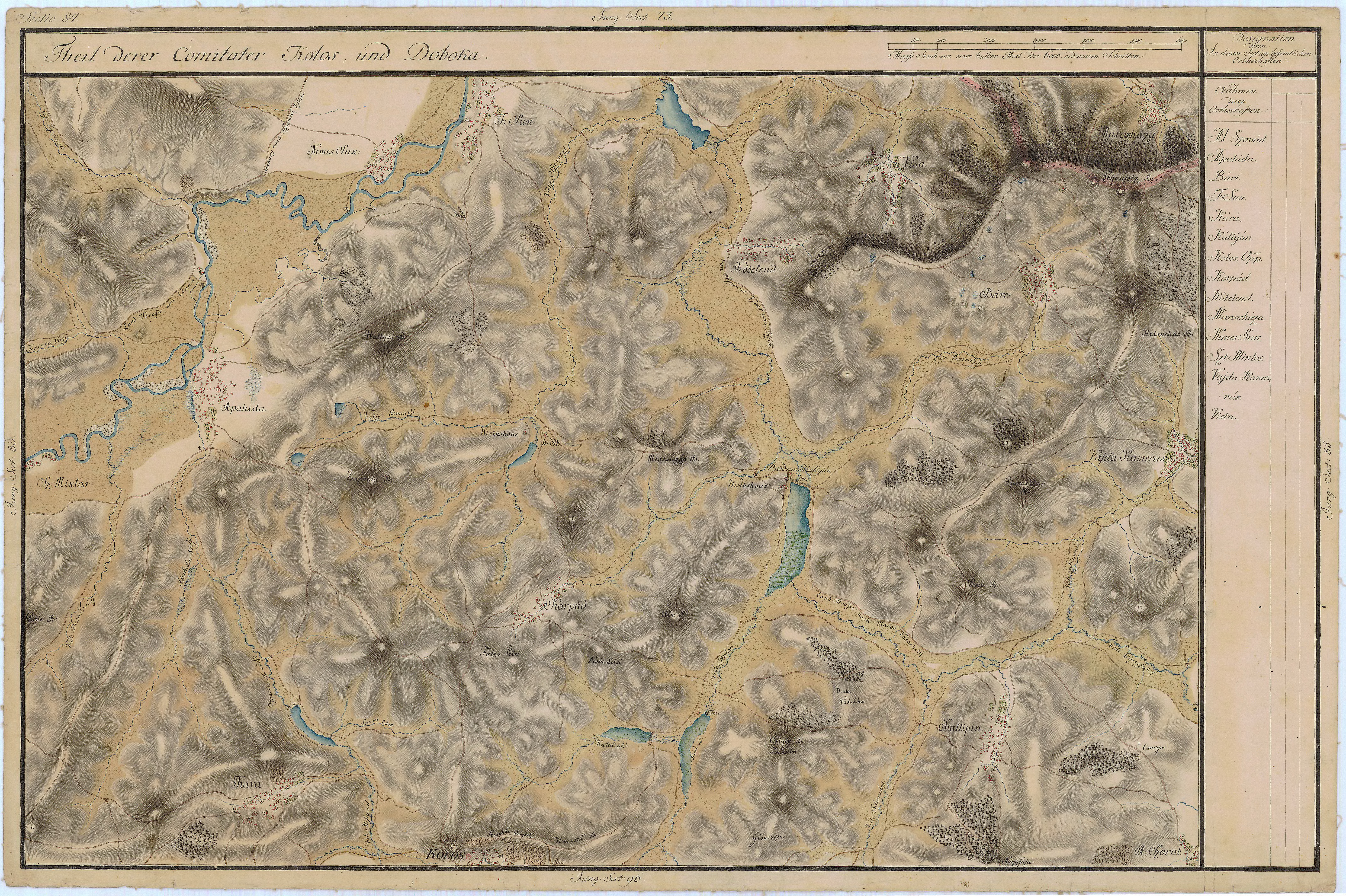
Jucu de Sus pe Harta Iosefină a Transilvaniei, 1769-1773 (Sectio 084)

Jucu de Sus (în maghiară Felsőzsuk) este satul de reședință al comunei Jucu din județul Cluj, Transilvania, România.
Domeniul Juc a aparținut familiei nobiliare Suki, de la care a rămas denumirea. Cel mai cunoscut reprezentant al acestei familii a fost László Suki (1741-1791), binefăcător al Bisericii Unitariene. Este atestat documentar începând cu anul 1325.
Pe Harta Iosefină a Transilvaniei din 1769-1773 (Sectio 084), localitatea apare sub numele de „F. (Felsö) Suk”.
Localitatea s-a extins în 1966 prin unirea satului Jucu de Sus cu satul Jucu de Jos.

## Date geologice
La Jucu de Sus, la confluența Văii Sărății (afluent de dreapta al Someșului Mic) cu câteva mici pâraie tributare (pârâul Schiniștii ș.a.) apar izvoare sărate si un câmp larg cu eflorescențe saline, care dovedesc existența în subsol a unui masiv de sare. Masivul de sare străpunge straturi de marne si argile, cu intercalații de tufuri, tortonian superioare.

## Istoric
Istoricul Mihail Macrea din Cluj-Napoca crede că la Jucu de Sus se afla, în epoca romană, o mare carieră de exploatare a pietrei. Arheologii spun că în zonă ar putea fi urme ale germanilor, așezați pe valea Someșului Mic. Numele are o origine slavă veche: „juc” înseamnă “gândac” sau “goangă”. Tudor Sălăgean, șef al secției Istoria Transilvaniei la muzeul cu același nume, precizează că primele atestări documentare datează din secolul XIV. În stânga Someșului se afla „Jucu Nobil”, reședința familiei Suky, unde a fost atestată, în 1332, cea mai veche școală sătească din Transilvania. Dincolo de râu se aflau „Jucu de Jos” și „Jucu de Sus”, părți ale vastului domeniu Suky. 
De origine germană, familia nobiliară Suky s-a așezat în Transilvania în secolul XIII. Un potir făcut la comanda acesteia, păstrat în tezaurul catedralei din Esztergom (Ungaria) este considerat de istoricii de artă drept cel mai bogat și mai luxos din Transilvania. Ultimii descendenți ai acestei familii s-au stins în secolul XVIII. Pe locul reședinței familiei din Cluj s-a ridicat, în secolul XIX, Casa Petrechevich-Horváth, astăzi Muzeul de Istorie a Transilvaniei. 
La fel ca în cazul celorlalte familii de grofi, domeniile deținute de Kemeny sunt răspândite în toată Transilvania. Moștenitorul acestei familii este Lazar Pal, care trăiește la Târgu Mureș. El a revendicat și câștigat, în instanță, unul dintre fostele conace Kemeny din județul Cluj, aflat în localitatea Jucu de Sus. Conacul din Jucu de Sus este o construcție impunătoare, cu 14 camere. Pereții degradați, geamurile sparte și acoperișul șubred dau fostei reședințe de vară a familiei Kemeny un aspect sumbru. Clădirea a fost, până în urmă cu câțiva ani, centrul cultural al comunei Jucu. Aici au funcționat școala, grădinița, biblioteca și căminul cultural. După 2002, an în care Lazar Pal a obținut dreptul de proprietate, instituțiile găzduite în conac s-au mutat rând pe rând. "Am semnat o hârtie că nu o să-i scot afară din spațiu și că nu le cer chirie, dar, cum au găsit alte spații, s-au mutat", povestește Lazar Pal. El ar fi preferat ca școala sau biblioteca să rămână la conac, pentru că, astfel, imobilul ar fi fost locuit și îngrijit în continuare. Imediat după eliberarea conacului, a lăsat o familie să locuiască acolo fără să ceară chirie. "Și-au bătut joc de conac. Când am ajuns acetatii sociolo, am văzut că își făceau foc cu bucăți din parchet", spune, trist, Lazar Pal. Acum, conacul are un administrator, Ioan Senași, iar proprietarul vrea să îl vândă. Lazar Pal spune că l-ar da ieftin dacă ar găsi o fundație specializată în protecția copiilor sau a bătrânilor. 
Din anul 2006 castelul este vandut unei societati din Cluj Napoca care a inceput lucrarile de restaurare si conservare a castelului.
Din recensământul (conscripțiunea) organizat(ă) de Episcopul greco-catolic Ioan Inocențiu Micu-Klein, în anul 1733, afăm că la Jucu de Sus (Felsö-Suk) (Locus purus valachicus), trăiau 40 de familii, adică vreo 200 de persoane. În Jucu de Sus al anului 1733, erau recenzați doi preoți, ambii uniți: Stephan și Stephan jun. Cel de-al doilea Stephan (Stephan jun.) era, desigur, fiul celuilalt preot Stephan. În Jucu de Sus funcționa o biserică greco-catolică. Exista și o casă parohială (Domus parochialis). Fânețele Bisericii din Jucu de Sus produceau 7 care de fân (Foeneta Currum: 7). Denumirea localității era redată în limba maghiară, întrucât datele recensământului urmau să fie înaintate unei comisii formate din neromâni, mai ales din unguri. Din același registru al conscripțiunii Episcopului Inocențiu Micu-Klein, mai aflăm date, la fel de interesante privitoare la alte localități din actuala comună Jucu: Jucu (Suk), Jucu Nobil (Nemes-Suk), Vișea (Visa)...

## Obiective turistice
- Castelul Kemény.

În anii 1950-1980, aici a funcționat una din școlile din Jucu de Sus, cu 4 clase primare. Biblioteca și Căminul Cultural și-au găsit aici locul, puțin mai târziu. Degradarea a început imediat după Revoluția din Decembrie 1989, când Primăria și primarul de atunci nu au reușit să întrevadă valoarea și potențialul clădirii.
Se pare că, nu demult, castelul a fost vândut unui întreprinzător privat, care intenționează să-l transforme într-o unitate de prelucrare a cărnii. În orice caz, investiția este în derulare, fiind începută operațiunea de reparație a clădirii (posibil, reparație capitală) și a gardului împrejmuitor, înlocuit complet.

## Obiective memoriale
Gropile comune ale eroilor români din cel De-al Doilea Război Mondial, realizate în anul 1944, sunt amplasate de-o parte și de alta a Monumentului Eroilor. Aici sunt înhumați 217 eroi, din care 200 necunoscuți și 17 cunoscuți. 

## Personalități
- În această localitate s-a născut marele cărturar ardelean George Barițiu, întemeietorul presei românești din Transilvania, Președinte al Academiei Române, în anul 1893.
- Mult, mult mai târziu, de aici au „răsărit” poeta clujeană Marta Petreu și ex-fotbalistul clubului „U” Cluj, Cristian Pojar (acum, antrenor secund, în Liga I rusă, la „Dinamo” Moscova).
- Iuliu Popescu (1870 - 1959), deputat în Marea Adunare Națională de la Alba Iulia 1918

## Galerie de imagini

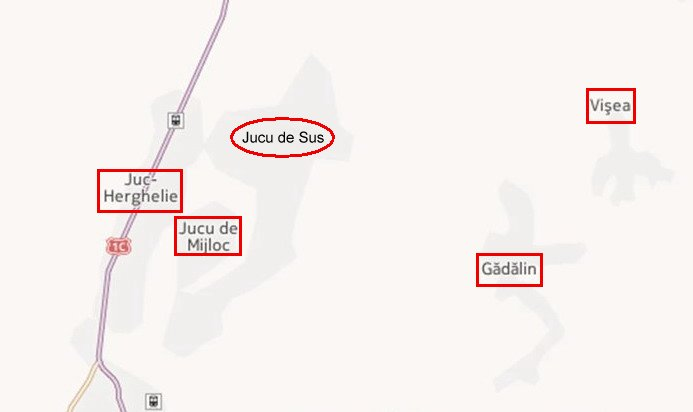
Comuna Jucu şi satele componente
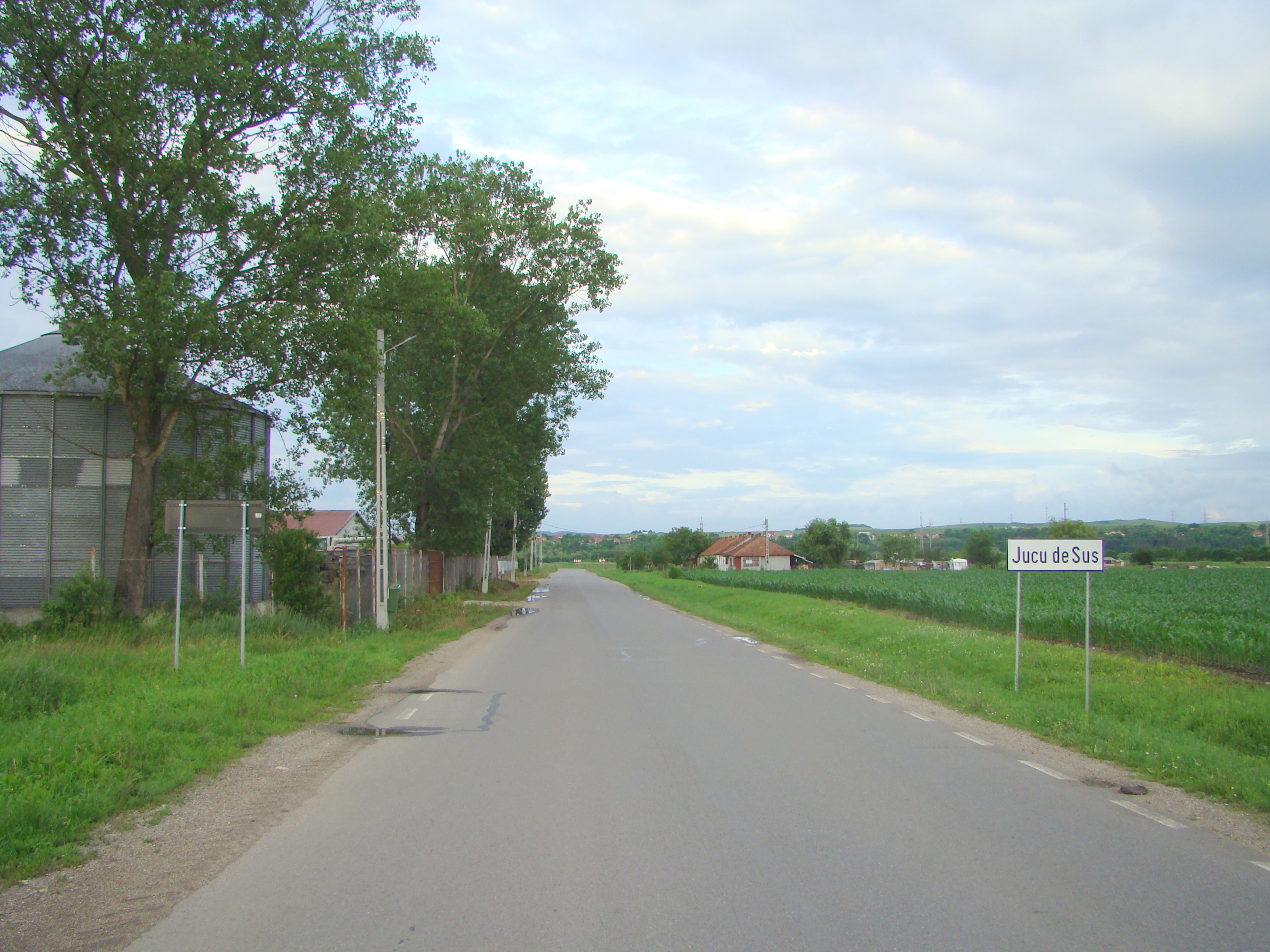
Intrarea în localitate
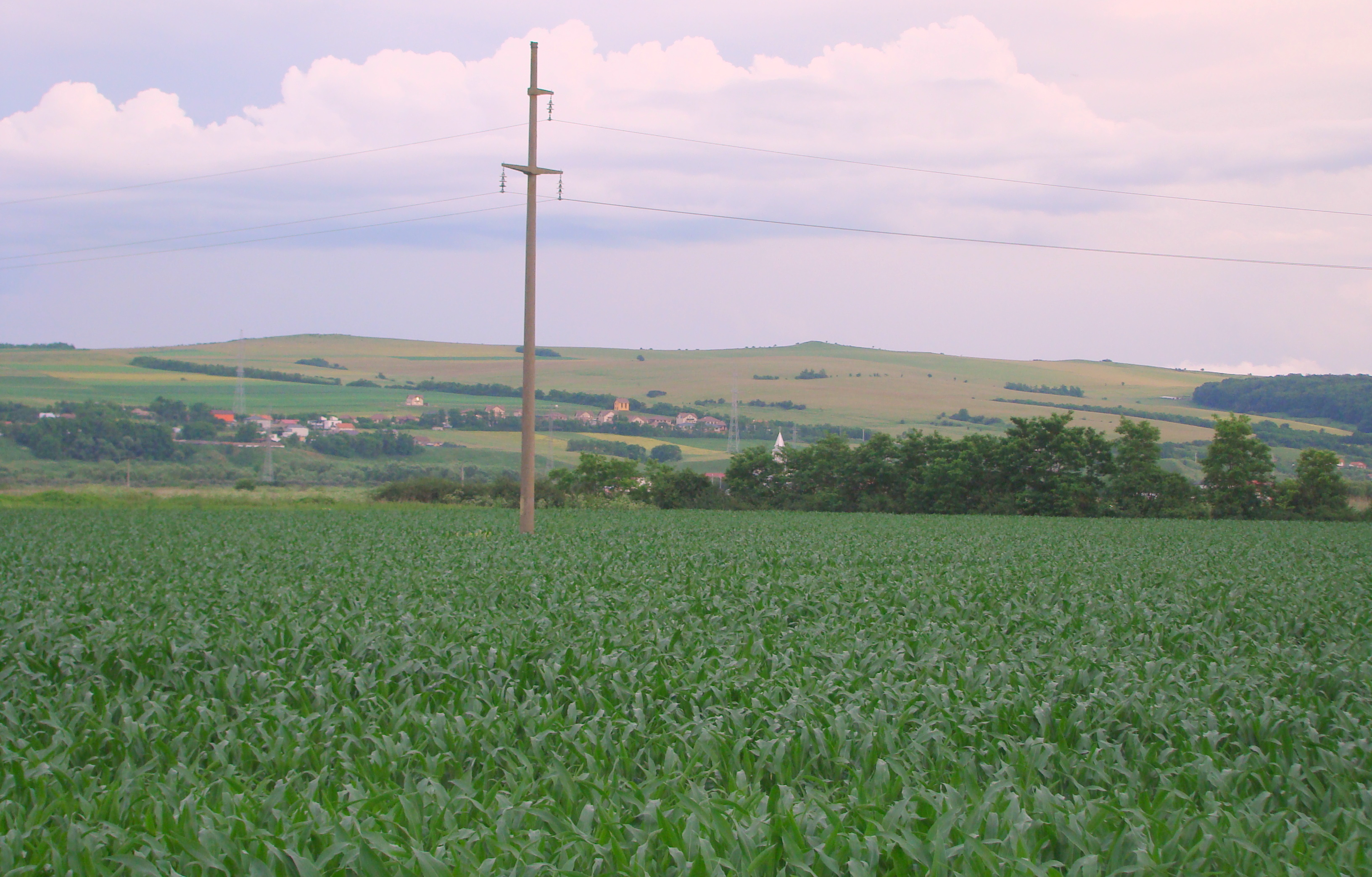
Împrejurimile spre Jucu de Mijloc
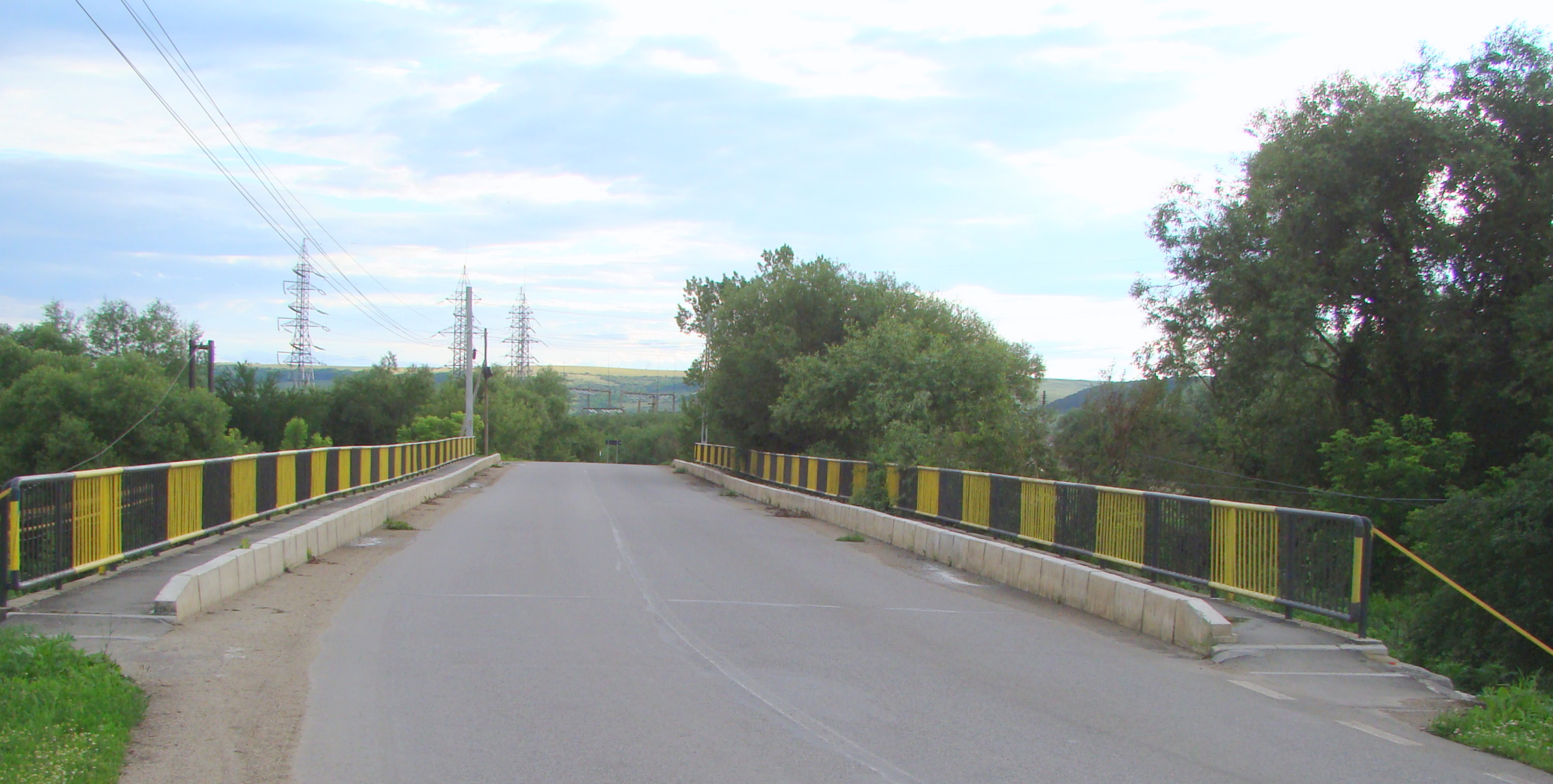
Podul peste Someşul Mic
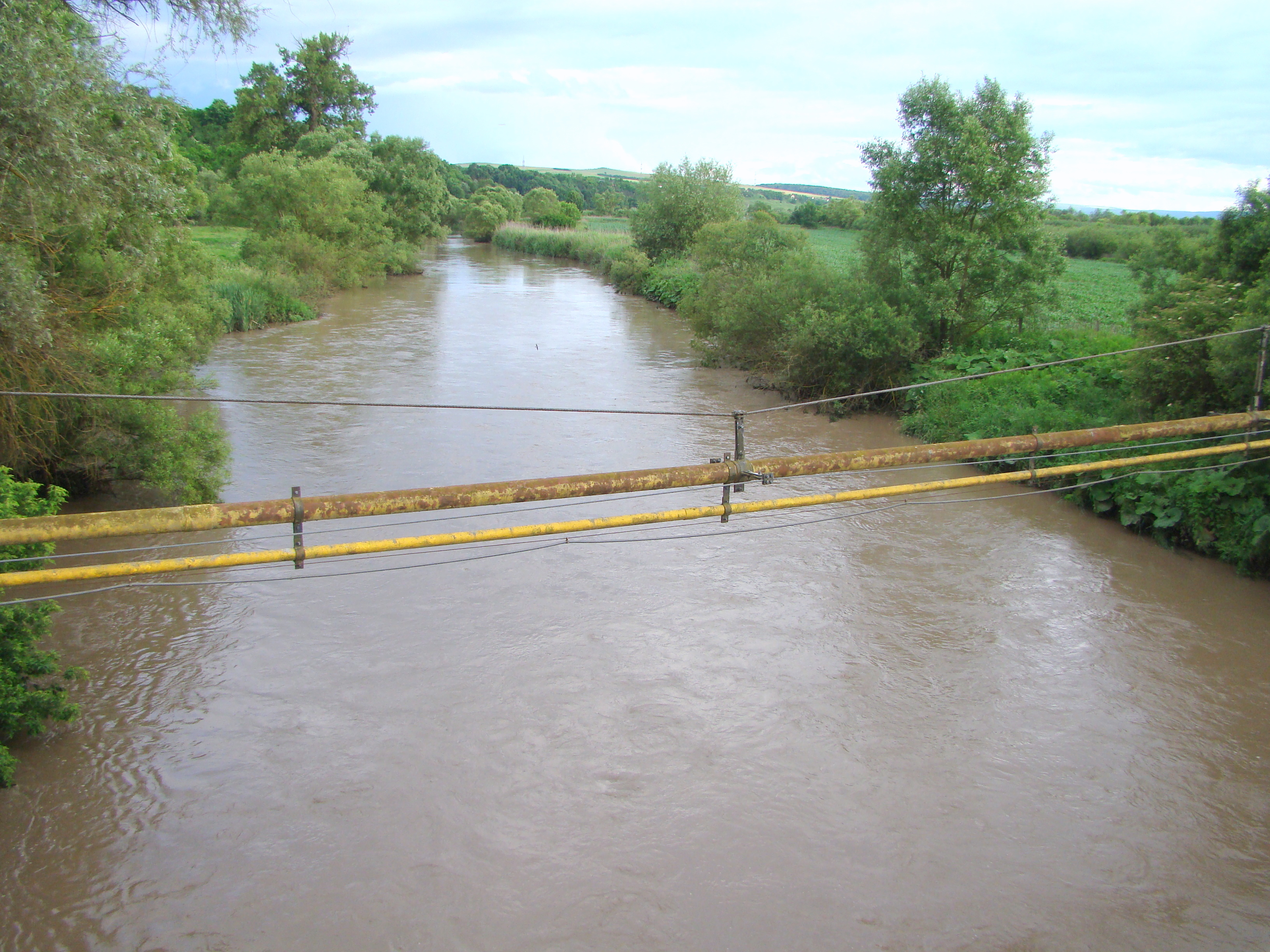
Râul Someșul Mic la Jucu
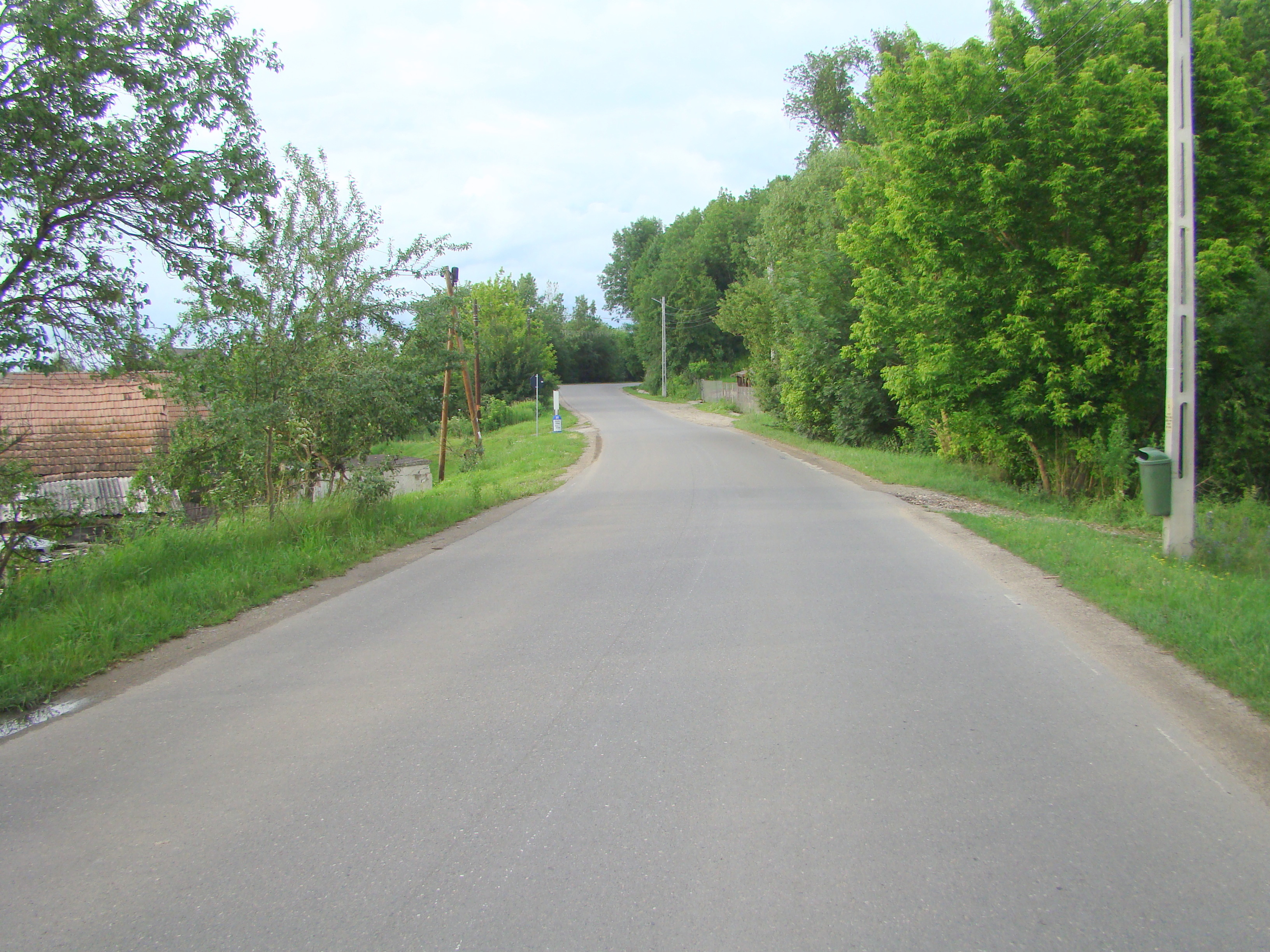
DJ 109 D
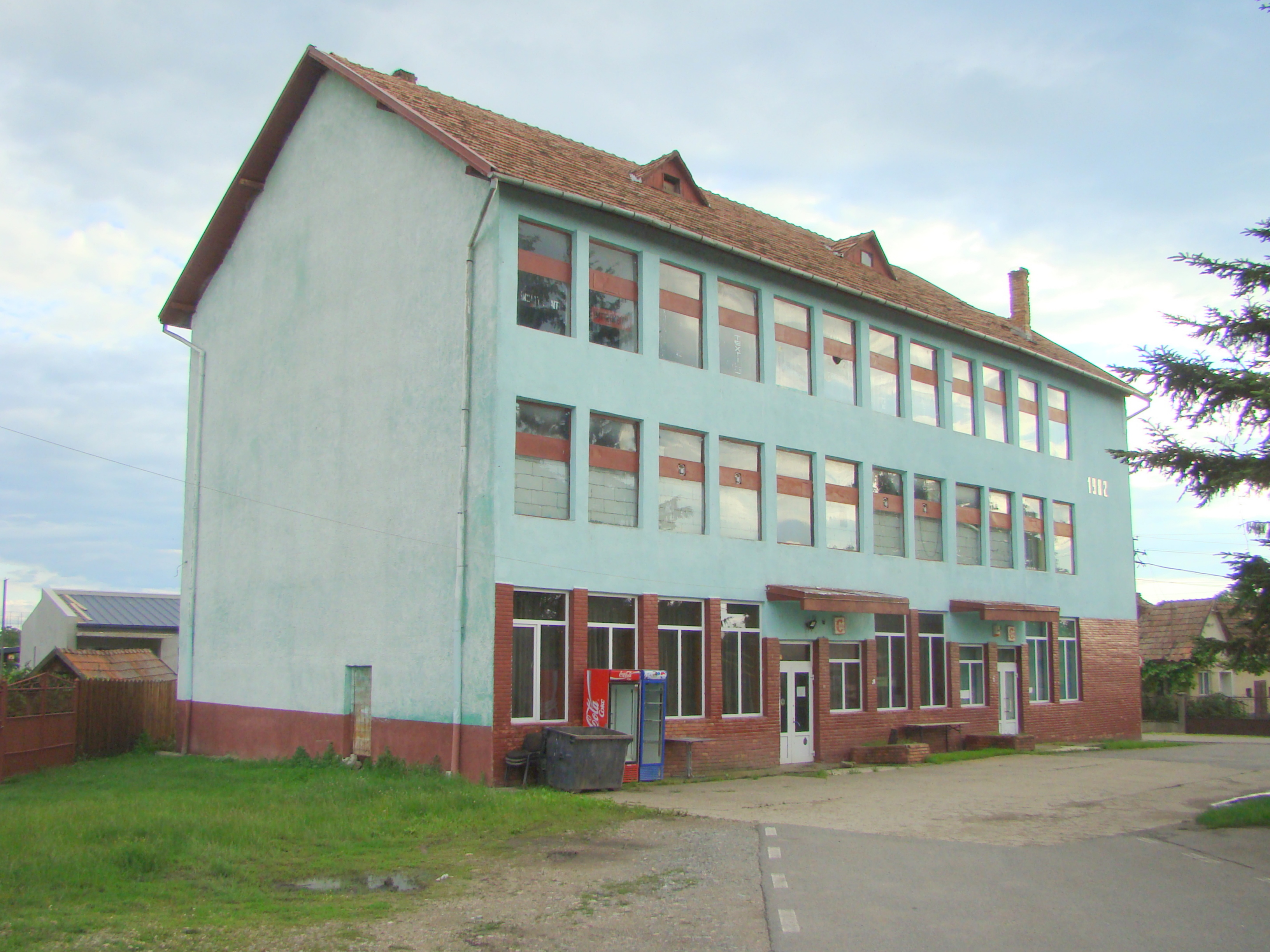
Fosta Cooperativă de Consum
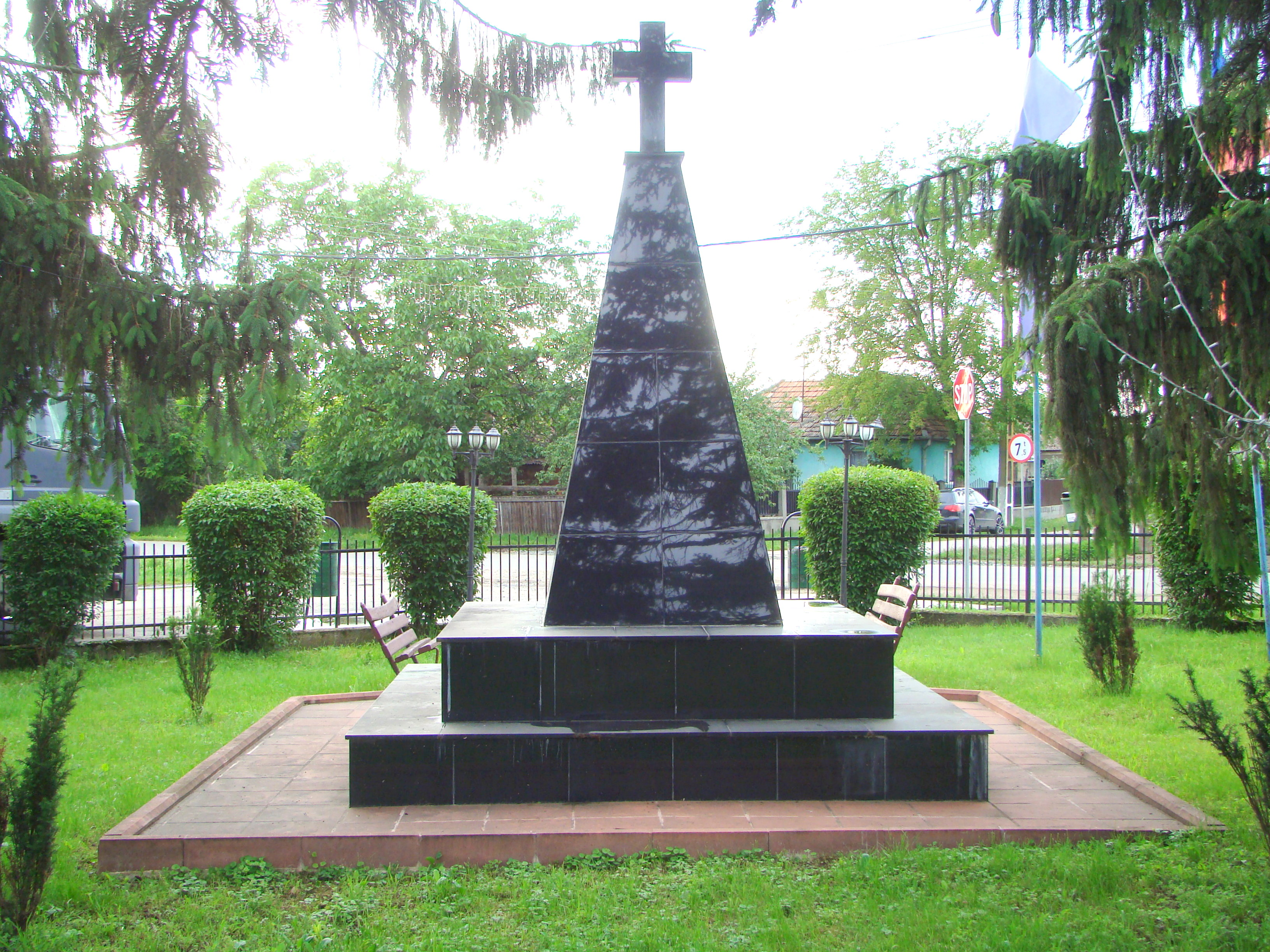
Monumentul eroilor
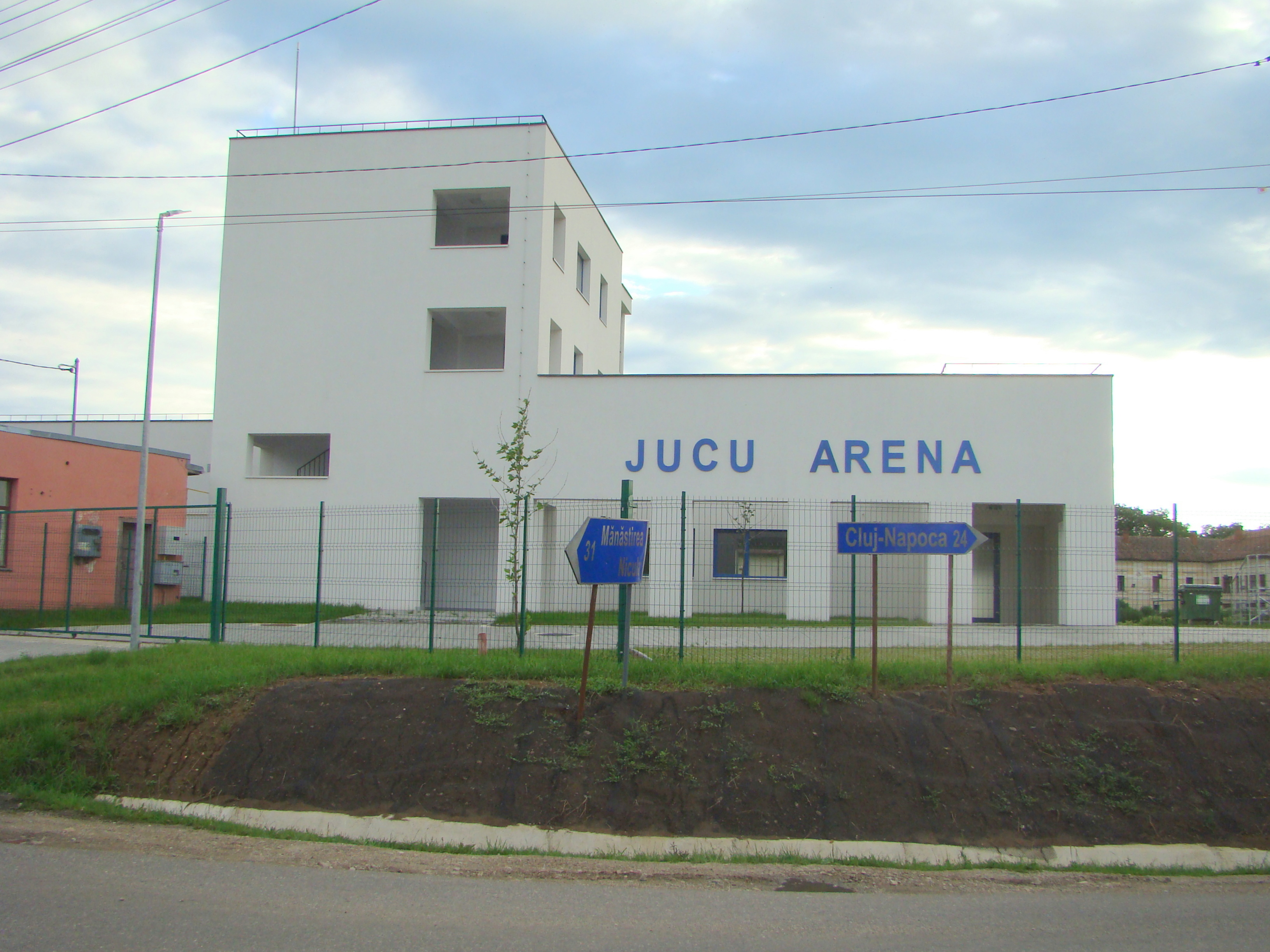
Jucu Arena
Casă țărănească
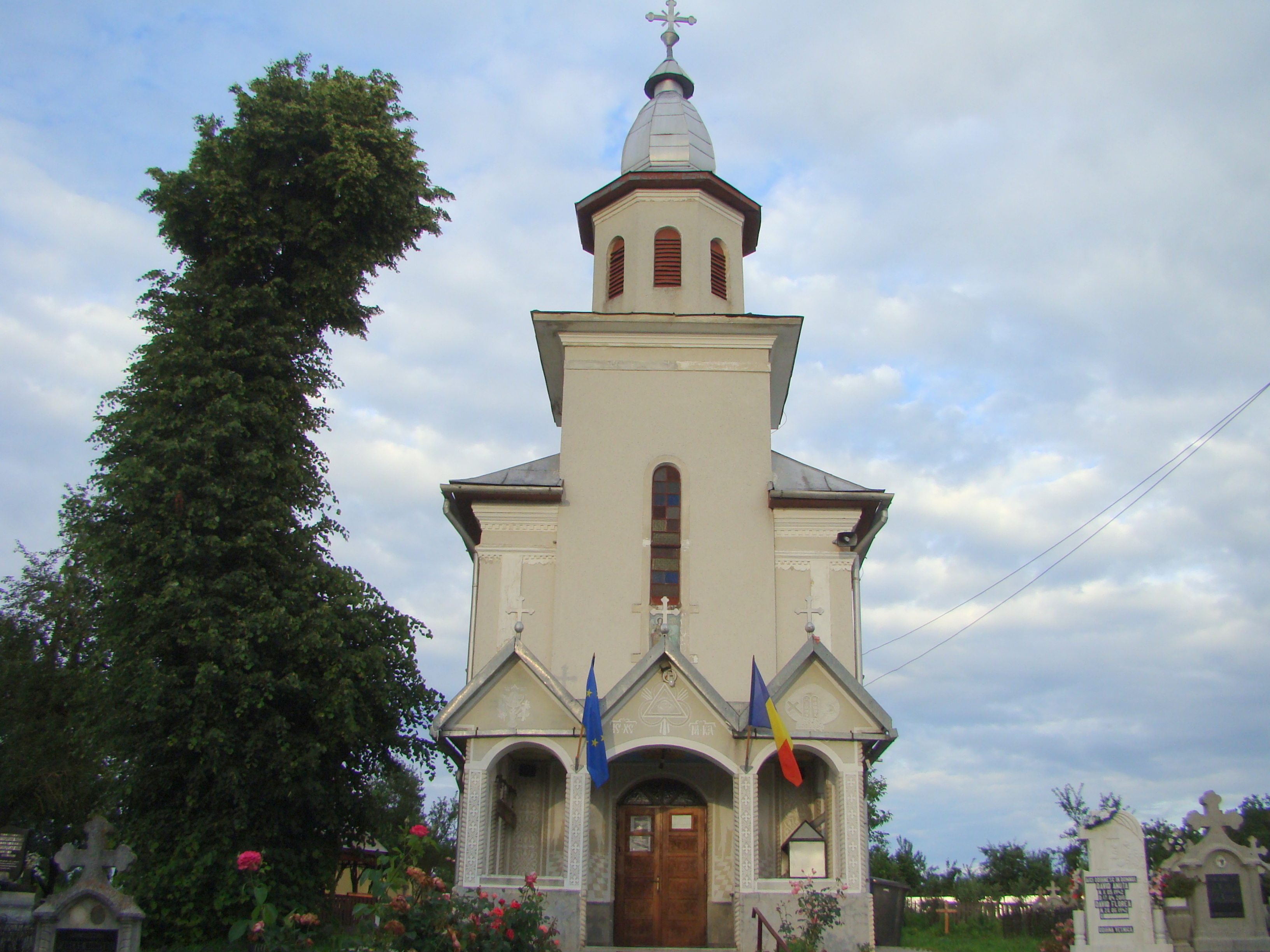
Biserica „Sfinții Arhangheli Mihail și Gavriil” din fostul sat Jucu de Jos
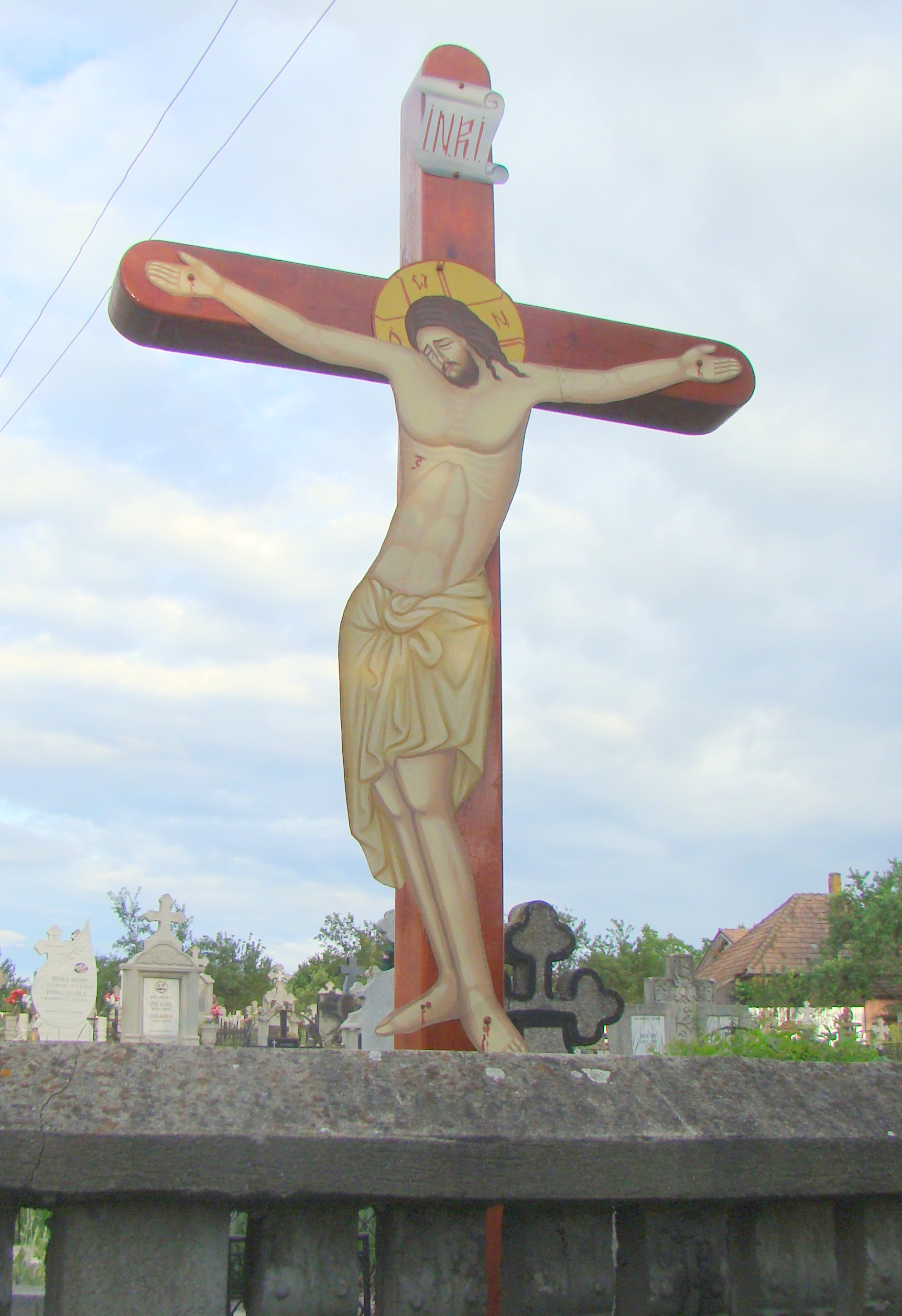
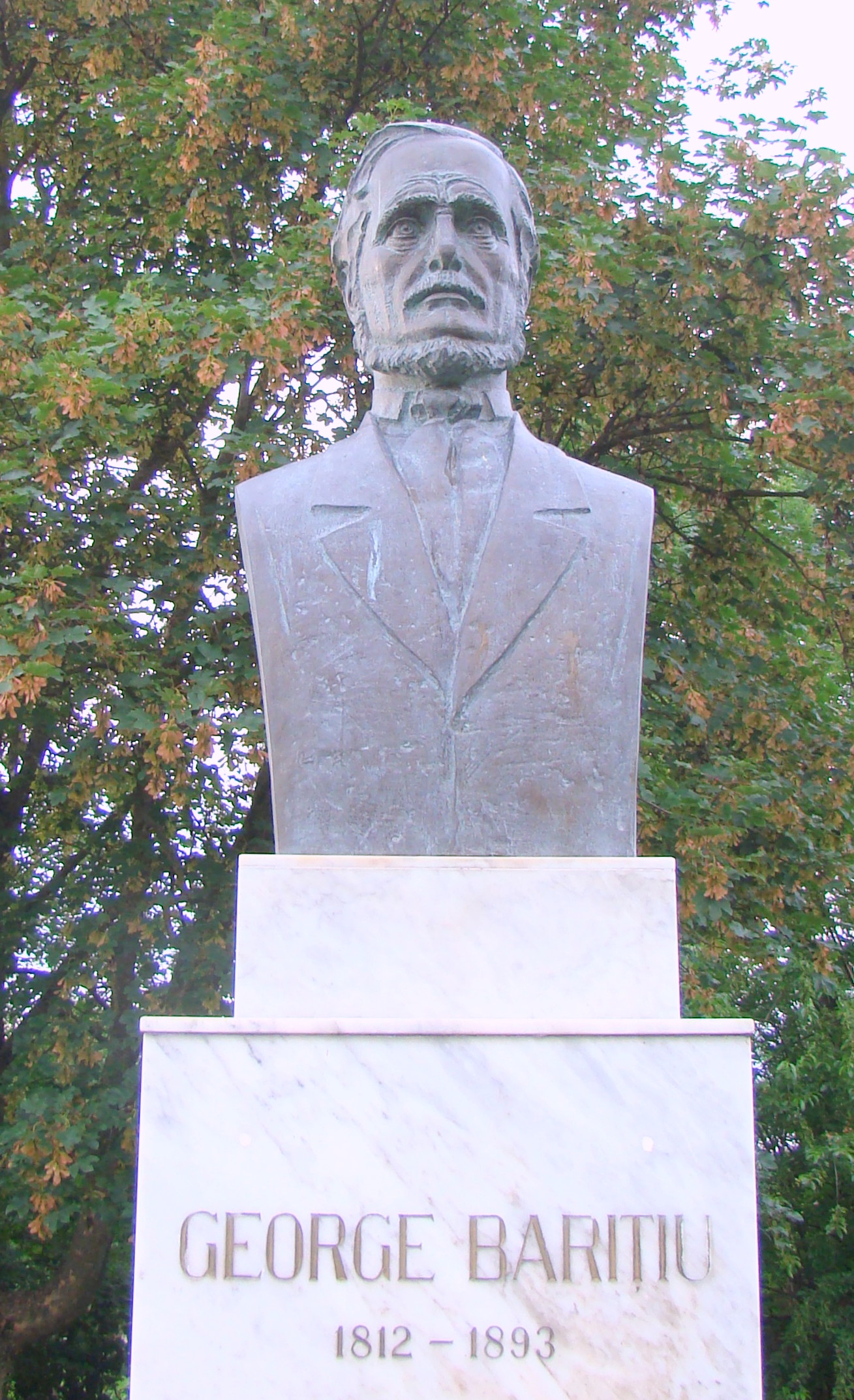
Bustul lui George Barițiu
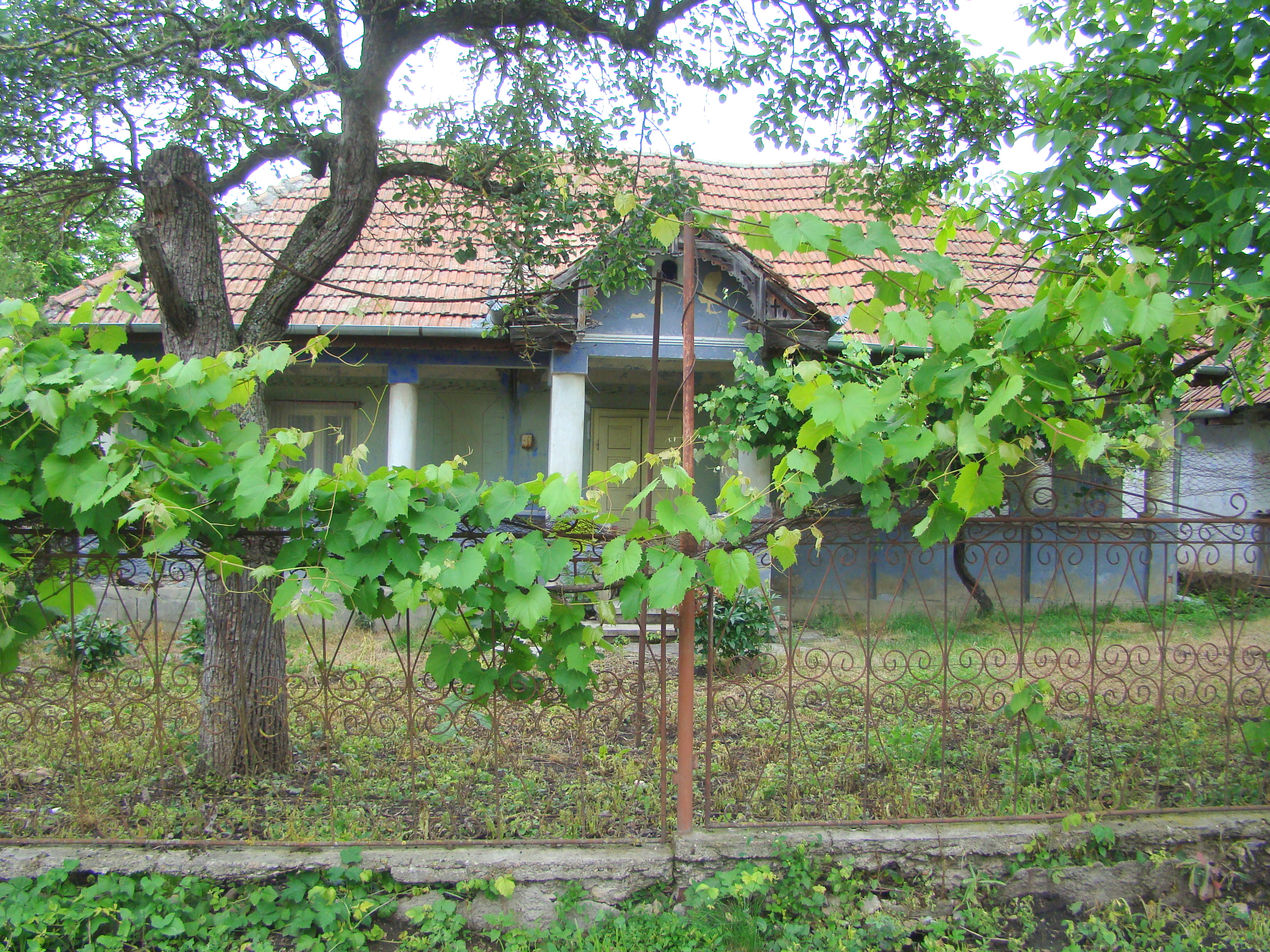
Casă țărănească
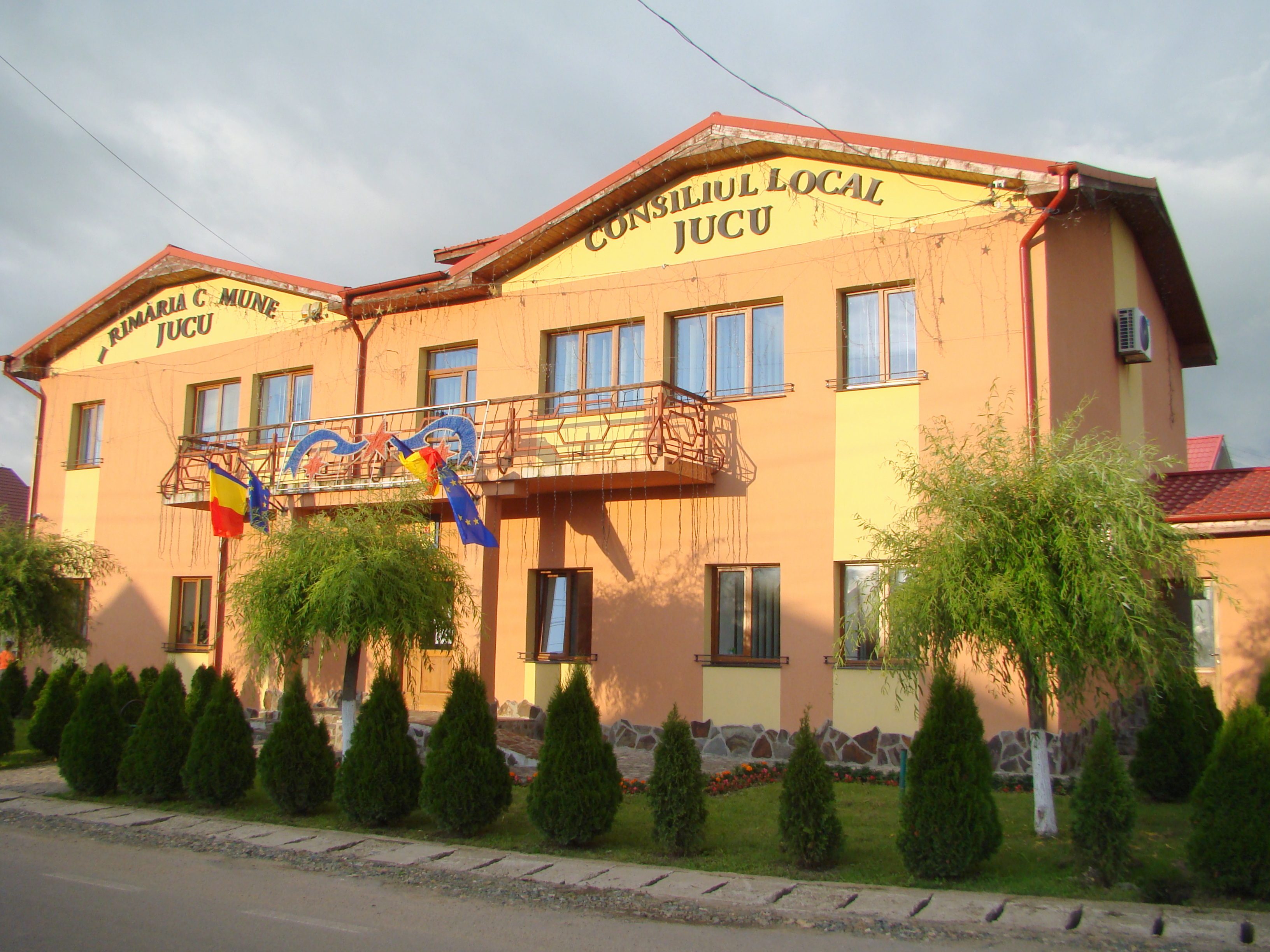
Primăria comunei Jucu
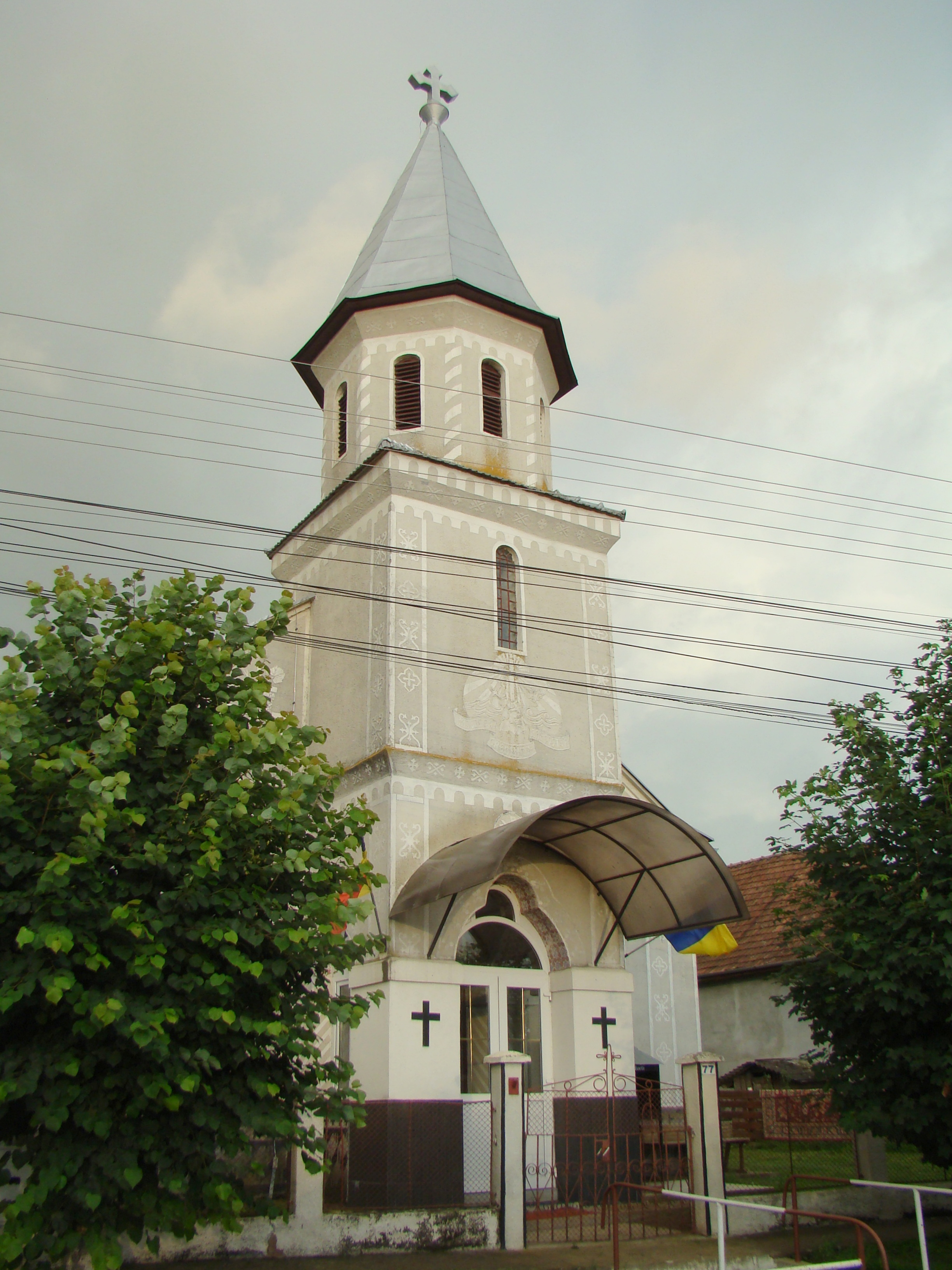
Biserica „Sfânta Treime”
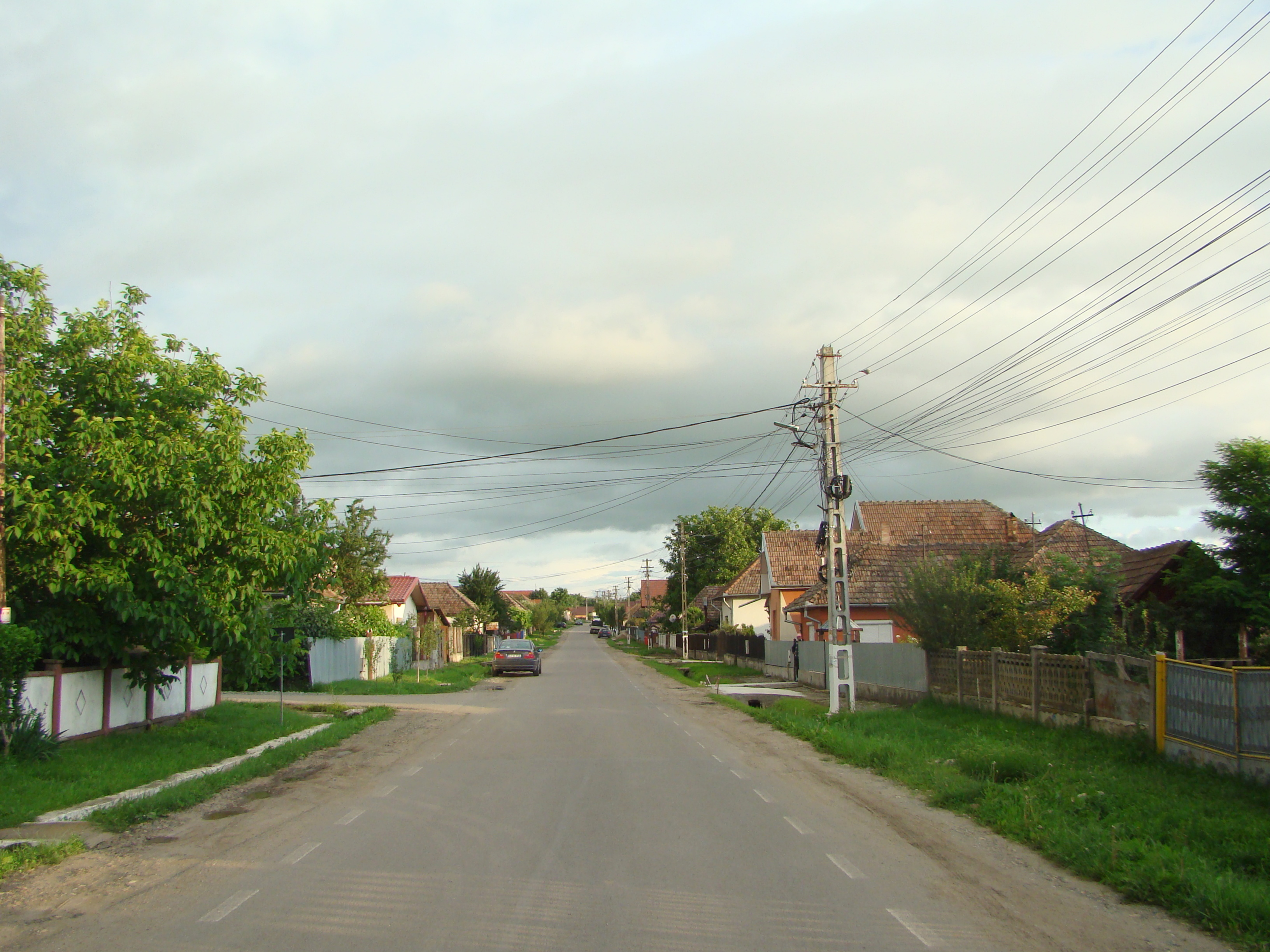
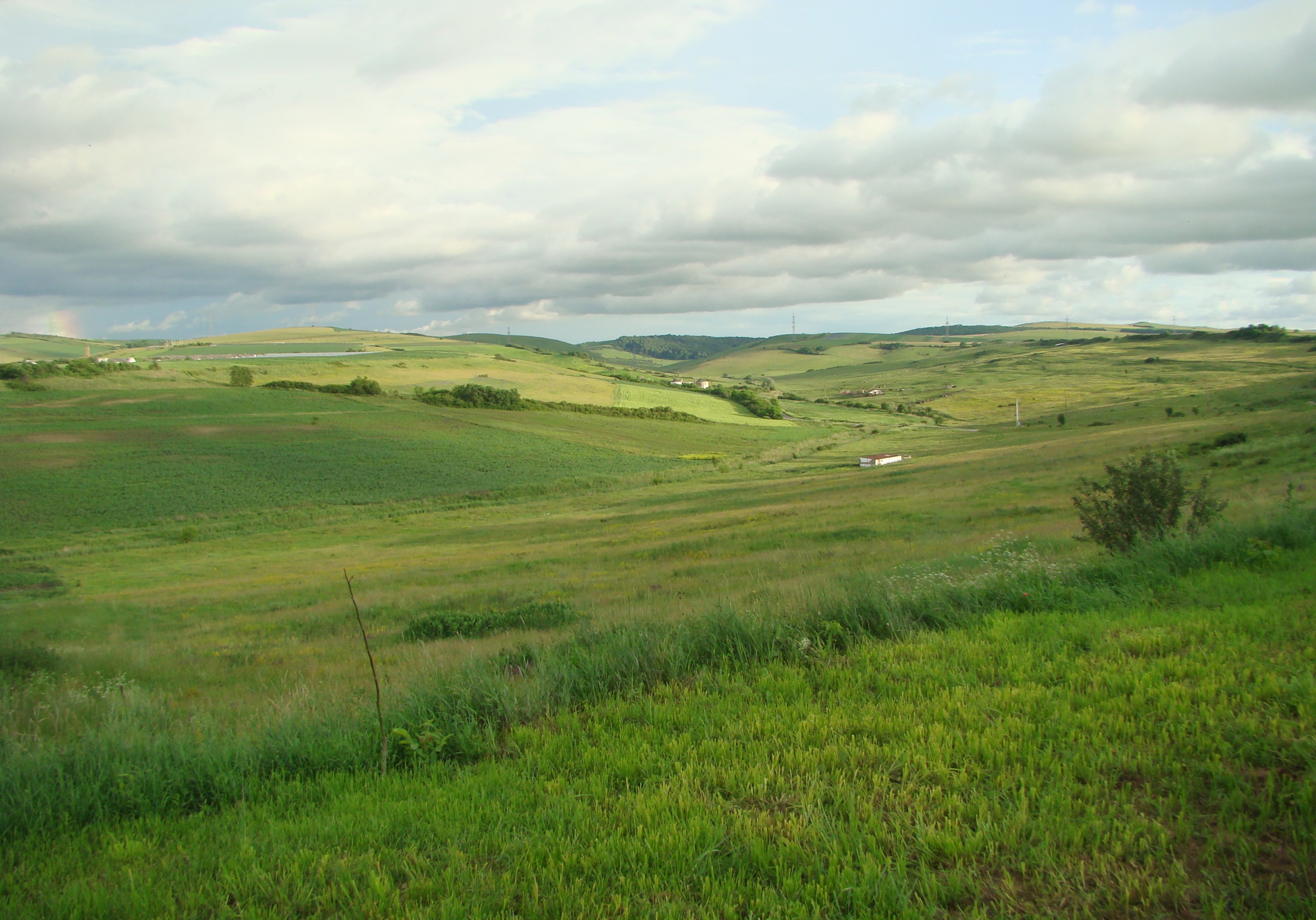
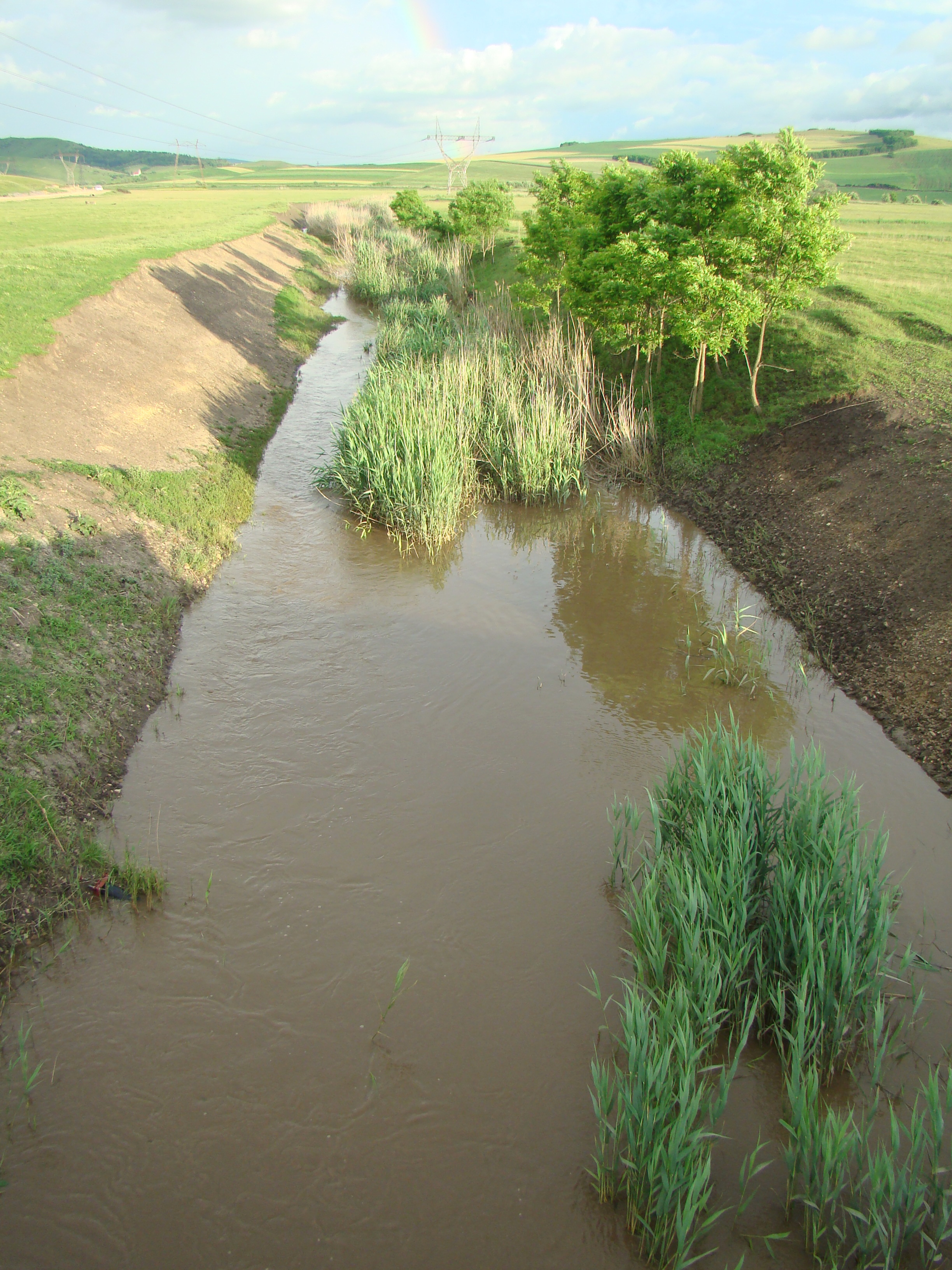
Râul Gădălin
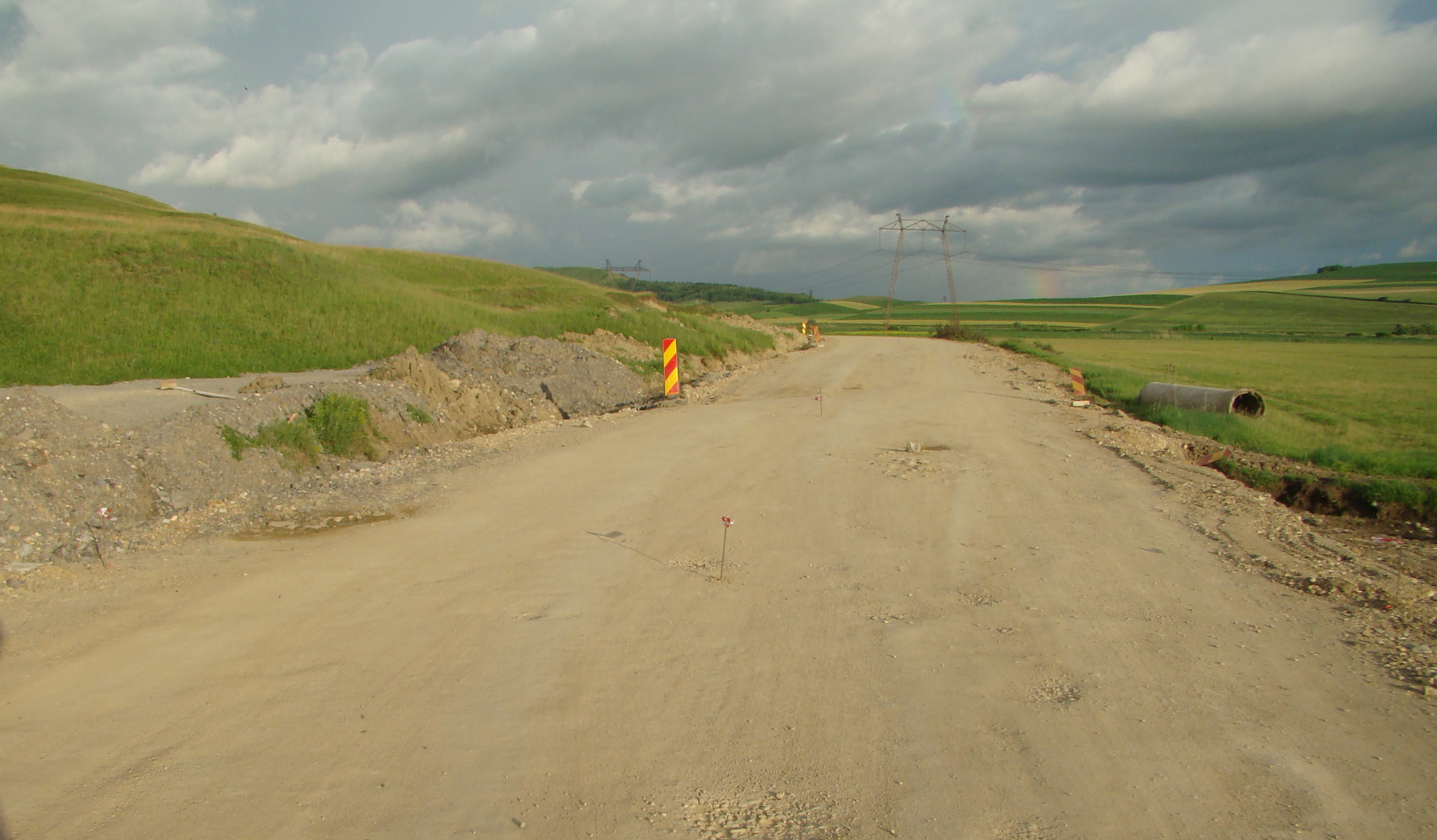
Drumul Jucu de Sus-Coasta